# 盲證
《盲證》（韓語：블라인드；英語：Beullaindeu）是一部2011年由安尚勳執導的韓國犯罪驚悚電影，由金荷娜、俞承豪、曹熙奉、楊英祖主演，累積觀影人次超過236萬，金荷娜並憑此片獲得第48屆大鐘獎和第32屆青龍電影獎最佳女演員獎。

## 劇情簡介
閔秀雅是一位警察學校優秀的學生，某天她無假外出前往俱樂部，將與她一起在孤兒院長大熱衷跳舞的弟弟東玄拉走，她將弟弟銬在車上，兩人在車裡發生爭吵時，一場車禍意外，奪走了東玄的生命，秀雅也失去雙眼視線，並且因過失被警校開除。
三年後，秀雅獨自帶著導盲犬瑟琪生活，她堅強自立也沒有放棄警察夢，但是現實挫折不斷，某個下雨的晚上，當秀雅在等計程車時，有一輛車靠近她請她上車，當司機在與她對話時突然撞上某樣東西，下車察看後司機說沒什麼只是狗，但是秀雅產生極大懷疑，當兩人拉扯時秀雅被拋下而司機揚長而去，秀雅立刻到警局報警。
她憑藉準確而敏銳的嗅覺聽覺觸覺感知等，讓負責的警察逐漸相信開高級車的計程車司機可能是犯罪者，兩人開始進行搜查，但是一無所獲，此時另一位目擊者少年基燮出面作證，他聲稱當晚他親眼目睹的不是計程車而是一輛進口車，一個事件裡出現了兩位證人，但是說詞互相矛盾，一位是看不見的秀雅，一位是信用不明的少年基燮，該相信誰！真正危險的是，此時殘暴的連環殺人犯已經盯上了兩人…。

## 演員陣容

### 主要演員
- 金荷娜 飾演 閔秀雅
- 俞承豪 飾演 權基燮
- 曹熙奉 飾演 趙熙峰 (調查組探員)
- 拉不拉多犬 月亮飾演 導盲犬瑟琪

### 其他演員
- 楊英祖 飾演 崔銘真 (婦產科醫師)
- 金美卿 飾演 孤兒院院長
- 朴忠善 飾演 調查組組長
- 朴寶劍飾演 東玄(孤兒院的孩子)

## 獲獎
| 年份   | 獎項             | 類別     | 入圍者 | 結果 |
| ------ | ---------------- | -------- | ------ | ---- |
| 2011年 | 第48屆大鐘獎     | 女主角獎 | 金荷娜 | 獲獎 |
| 2011年 | 第48屆大鐘獎     | 劇本獎   | 崔珉碩 | 獲獎 |
| 2011年 | 第32屆青龍電影獎 | 女主角獎 | 金荷娜 | 獲獎 |

## 相關
- 為第15屆富川國際奇幻影展閉幕片。[3]
- 電影中的拉不拉多犬演員月亮，在2006年《伴我走天涯》中與俞承豪合作。[4]
- 由於電影被歸為限制級，電影上映當時俞承豪還未成年所以無法進戲院觀看該電影。[5]
- 2015年，中韓合作翻拍《我是證人》，由楊冪和鹿晗主演，安尚勳執導。[6]
- 2019年，日本版《見えない目撃者》由森淳一執導，吉岡里帆，高杉真宙、大倉孝二等主演。[7]
- 在印度以兩種語言重拍，2021年坦米爾語電影Netrikann (第三隻眼)，由納彥塔拉主演。[8]  2023年印地語電影名Blind，由索南·卡普爾主演。[9]

## 外部連結
- 韓國電影資料
- 互联网电影数据库（IMDb）上《盲證》的资料（英文）